# Санел Яхич
Санел Яхич (босн. Sanel Jahić, нар. 10 грудня 1981, Страсбург) — боснійський футболіст, захисник. Виступав за національну збірну Боснії і Герцеговини.
Володар кубка Греції.

## Клубна кар'єра
У дорослому футболі дебютував 1999 року виступами за команду клубу «Страсбур-2», в якій провів один сезон, взявши участь у 0 матчах чемпіонату.
Згодом з 2000 по 2009 рік грав у складі команд клубів «Сошо-2», «Желєзнічар», «Лас-Пальмас», «Мерида» та «Аріс».
Своєю грою за останню команду привернув увагу представників тренерського штабу клубу АЕК, до складу якого приєднався 2009 року. Відіграв за афінський клуб наступні два сезони своєї ігрової кар'єри. Більшість часу, проведеного у складі клубу АЕК, був основним гравцем захисту команди.
Протягом 2011—2015 років захищав кольори клубів АПОЕЛ, «Карабюкспор», «Сент-Джонстон» та «Грассгоппер».
Протягом 2015—2016 років виступав за грецький клуб «Левадіакос». Протягом 2016—2017 років захищав кольори клубу «Желєзнічар».

## Виступи за збірну
2008 року дебютував в офіційних матчах у складі національної збірної Боснії і Герцеговини. Зіграв за збірну 23 матчі, у яких відзначився одного разу.

## Досягнення
- Володар Кубка Греції:

АЕК: 2010–2011